# Piaseczno
Piaseczno (výslovnost  [pʲaˈsɛt͡ʂnɔ]IPA) je město v Polsku v Mazovském vojvodství, sídlo stejnojmenného okresu. Leží pouhých 16 kilometrů na jih od Varšavy, je dnes tedy s hlavním polským městem pevně spjato a je součástí její aglomerace. V roce 2024 zde žilo 51 971 obyvatel.
V rámci městské dopravy bylo s Varšavou v letech 1983–1995 spojeno osamocenou trolejbusovou linkou.

## Historie
První zmínky o zdejším sídle jsou z třináctého století a již 15. listopadu 1429 Piaseczno získalo některá městská práva.

## Partnerská města
- Harku, Estonsko
- Chitignano, Itálie
- Chuang-kang, Čína
- Upplands Vasby, Švédsko